# Simon Jeffes
Simon Jeffes (* 19. Februar 1949 in Crawley, West Sussex; † 10. Dezember 1997 in Taunton, Somerset) war ein britischer Komponist und klassischer Gitarrist. Er ist insbesondere für das von ihm gegründete Penguin Cafe Orchestra bekannt.

## Lebenslauf
Simon Jeffes verbrachte nach seiner Geburt einige Jahre seiner Kindheit in Kanada, bevor er und seine Familie nach England zurückkehrten und er eine Schule in Devon besuchte. Gegen Ende der 1960er Jahre studierte er bei Julian Byzantine und Gilbert Biberian klassische Gitarre an der Royal Academy of Music, wobei er gelegentlich mit Avantgarde-Ensembles wie den Omega Players spielte. Diese Musik war ihm jedoch etwas zu sachlich. Daher wandte er sich dem Rock zu und arbeitete mit Rupert Hine an Filmmusik sowie an Hines ersten beiden Soloalben, Pick Up a Bone (1970) und Unfinished Picture (1971). Es gibt aus dieser Zeit auch einige Aufnahmen, die andeuten, dass Simon Jeffes vielleicht Reggae-Sänger werden wollte. Bereits zu diesem Zeitpunkt komponierte er, aber seine Sicht auf die Musik wurde 1972 entscheidend beeinflusst, als er mit der transsibirischen Eisenbahn nach Japan reiste und dort ethnische und minimalistische Musik kennenlernte. Insbesondere war er auch von afrikanischer Musik beeindruckt: „This tape just blew my mind, man!“ (Simon Jeffes über eine Kassette mit afrikanischer Musik, die ihm von einem Freund geliehen wurde).
Nach seiner Rückkehr aus Japan machte er Urlaub in Südfrankreich. Dort kam ihm die Idee für das Penguin Cafe Orchestra. Er berichtet:

“In 1972 I was in the south of France. I had eaten some bad fish and was in consequence rather ill. As I lay in bed I had a strange recurring vision, there, before me, was a concrete building like a hotel or council block. I could see into the rooms, each of which was continually scanned by an electronic eye. In the rooms were people, everyone of them preoccupied. In one room a person was looking into a mirror and in another a couple were making love but lovelessly, in a third a composer was listening to music through earphones. Around him there were banks of electronic equipment. But all was silence. Like everyone in his place he had been neutralized, made grey and anonymous. The scene was for me one of ordered desolation. It was as if I were looking into a place which had no heart. Next day when I felt better, I was on the beach sunbathing and suddenly a poem popped into my head. It started out 'I am the proprietor of the Penguin Cafe, I will tell you things at random' and it went on about how the quality of randomness, spontaneity, surprise, unexpectedness and irrationality in our lives is a very precious thing. And if you suppress that to have a nice orderly life, you kill off what's most important. Whereas in the Penguin Cafe your unconscious can just be. It's acceptable there, and that's how everybody is. There is an acceptance there that has to do with living the present with no fear in ourselves.”

„Im Jahr 1972 war ich in Südfrankreich. Ich hatte schlechten Fisch gegessen und war infolgedessen ziemlich krank. Während ich im Bett lag, hatte ich eine merkwürdige und immer wiederkehrende Vision; vor mir sah ich ein Betongebäude, das aussah wie ein Hotel oder ein Wohnheim. Ich konnte in die Räume hineinsehen; jeder wurde ständig von einem elektronischen Auge gescannt. In den Räumen waren Menschen, und alle waren irgendwie beschäftigt. In einem Zimmer sah eine Person in einen Spiegel, in einem anderen Raum vergnügte sich ein Paar aber ohne Liebe, und in einem dritten war ein Komponist, der mit Kopfhörern Musik hörte. Dieser Komponist war von lauter Technik umgeben. Aber alles war still, als ob jeder an diesem Ort grau und anonym gemacht worden wäre. Die ganze Szene hatte für mich etwas von geordneter Verzweiflung. Es schien mir, als würde ich einen herzlosen Ort sehen. Am nächsten Tag, als ich mich besser fühlte, sonnte ich mich am Strand, als plötzlich ein Gedicht in meinem Kopf auftauchte. Es begann mit den Worten „Ich bin der Besitzer des Penguin Café, und ich werde Ihnen zufällige Dinge erzählen“, und handelte im weiteren Verlauf davon, was für wertvolle Dinge Sachen wie Zufall, Spontanität, Überraschungen, unerwartete Dinge und Irrationalität für unser Leben sind. Und wenn man diese Dinge unterdrückt, um ein schönes geordnetes Leben zu führen, tötet man das ab was am wichtigsten ist. Im Gegensatz dazu ist das Penguin Café ein Ort, wo das Unbewusste einfach sein kann. Es ist dort akzeptabel, und ebendas ist jeder. Es herrscht dort jene Akzeptanz, die damit zu tun hat, ohne Furcht in der Gegenwart zu leben.“

Während der restlichen 1970er Jahre arbeitete Jeffes als selbstständiger Komponist und Arrangeur, wobei er mit sehr unterschiedlichen Musikern zusammenarbeitete, unter anderem Caravan, Rod Argent, Yvonne Elliman und den 101’ers. Parallel entwickelte sich das Penguin Cafe Orchestra: 1973 spielte das „Penguin Cafe Quartet“ in London.